# Rochereil
Rochereil ist eine Höhle des Jungpaläolithikums auf dem Gebiet der französischen Gemeinde Grand-Brassac im Département Dordogne. Neben etwa 4000 Steinartefakt- und Knochenfunden enthielt sie die Grabstätte eines männlichen Erwachsenen, den trepanierten Schädel eines zweijährigen Kindes und die kalzinierten Knochenreste zweier Jugendlicher. Die Funde können zeitlich der Standardabfolge der archäologischen Kulturen Oberes Magdalénien, Azilien (Unteres und Oberes Azilien) und Laborien zugeordnet werden.

## Etymologie
Rochereil oder auch Rochereuil ist zusammengesetzt aus dem Französischen weiblichen Substantiv roche (Felsen, Gestein) und der Endung -ialo (Rodung, Lichtung), eine gallische Wortwurzel. Dies nimmt Bezug auf die hier freistehende Steilwand aus Oberkreidekalk.

## Geographie und Lagebeschreibung

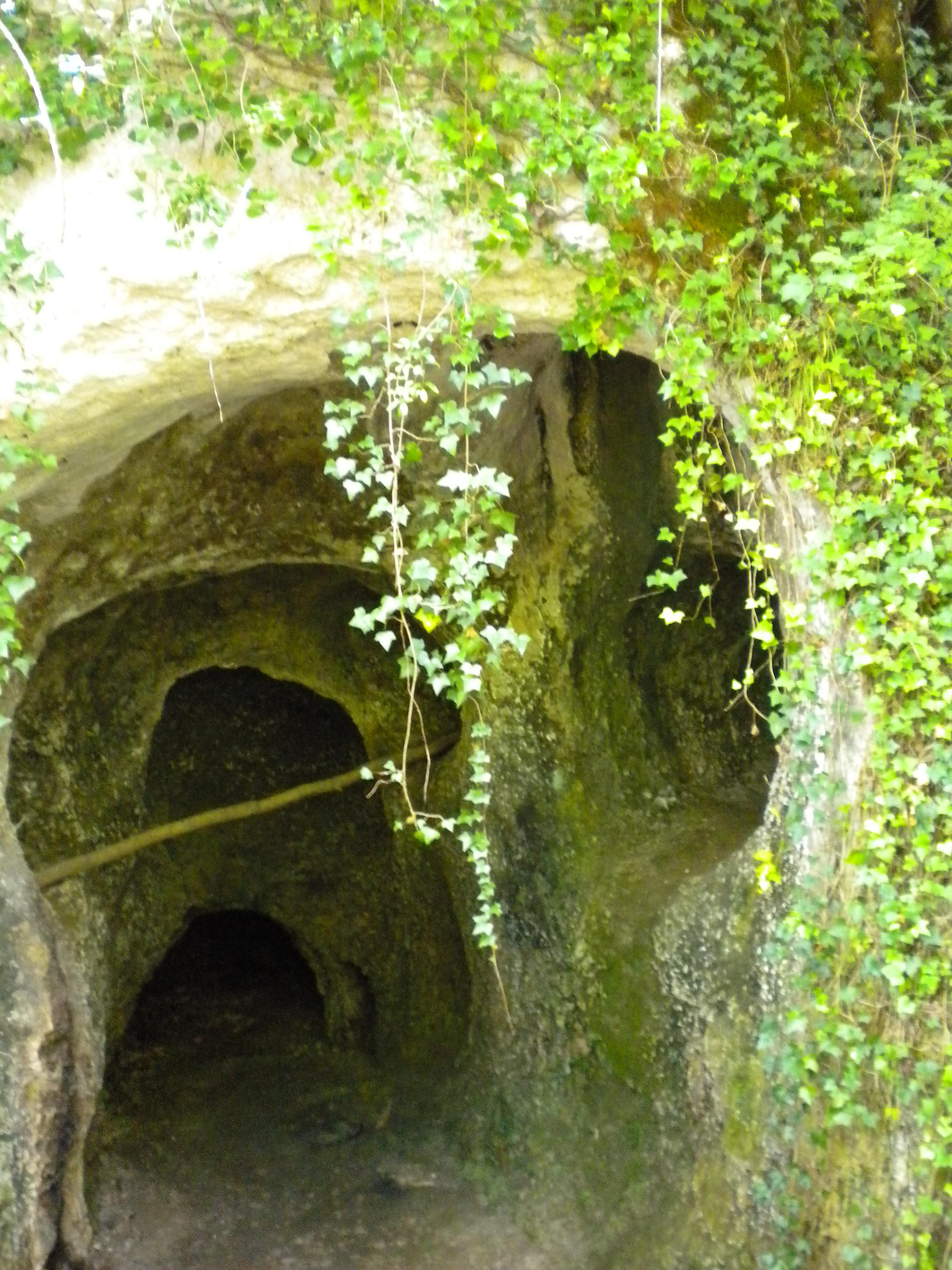
Das Innere der Höhle von Rochereil

Rochereil, benannt nach der gleichnamigen Wassermühle Moulin de Rochere(u)il, liegt auf der rechten Flussseite der Dronne kurz unterhalb der Einmündung der Euche, eines rechten Nebenflusses der Dronne, zirka 2,5 Kilometer nördlich von Lisle. Nur unweit flussaufwärts am Pont d’Ambon überquert die D 2 von Bussac nach Saint-Just die Dronne. Auf der linken Talseite der Dronne nur knapp 200 Meter entfernt befindet sich der Abri von Pont d’Ambon, ein weiterer bedeutender Siedlungsplatz des Jungpaläolithikums. 2 Kilometer südlich (auf der rechten Talseite in Richtung Lisle) wurden bei La Peyzie ebenfalls Funde aus dem Oberen Magdalénien gemacht.
Die relativ kleine Höhle – sie ist nur 2 bis 3 Meter breit und 12 Meter lang, bei einer Höhe von 5,50 Meter – öffnet sich gegenüber der Mühle von Rochereil nach Südosten in Richtung Dronne. Sie ist nicht mehr als 30 Quadratmeter groß. Die prähistorischen Funde wurden in ihrem Inneren und auf einem ihr vorgelagerten, 3,5 Quadratmeter großen Terrassenbereich gemacht. Vor der Höhle verläuft eine kleine Straße, die zu den Weilern Lonlaygue und Renamon (beide Grand-Brassac) führt.

## Geologie

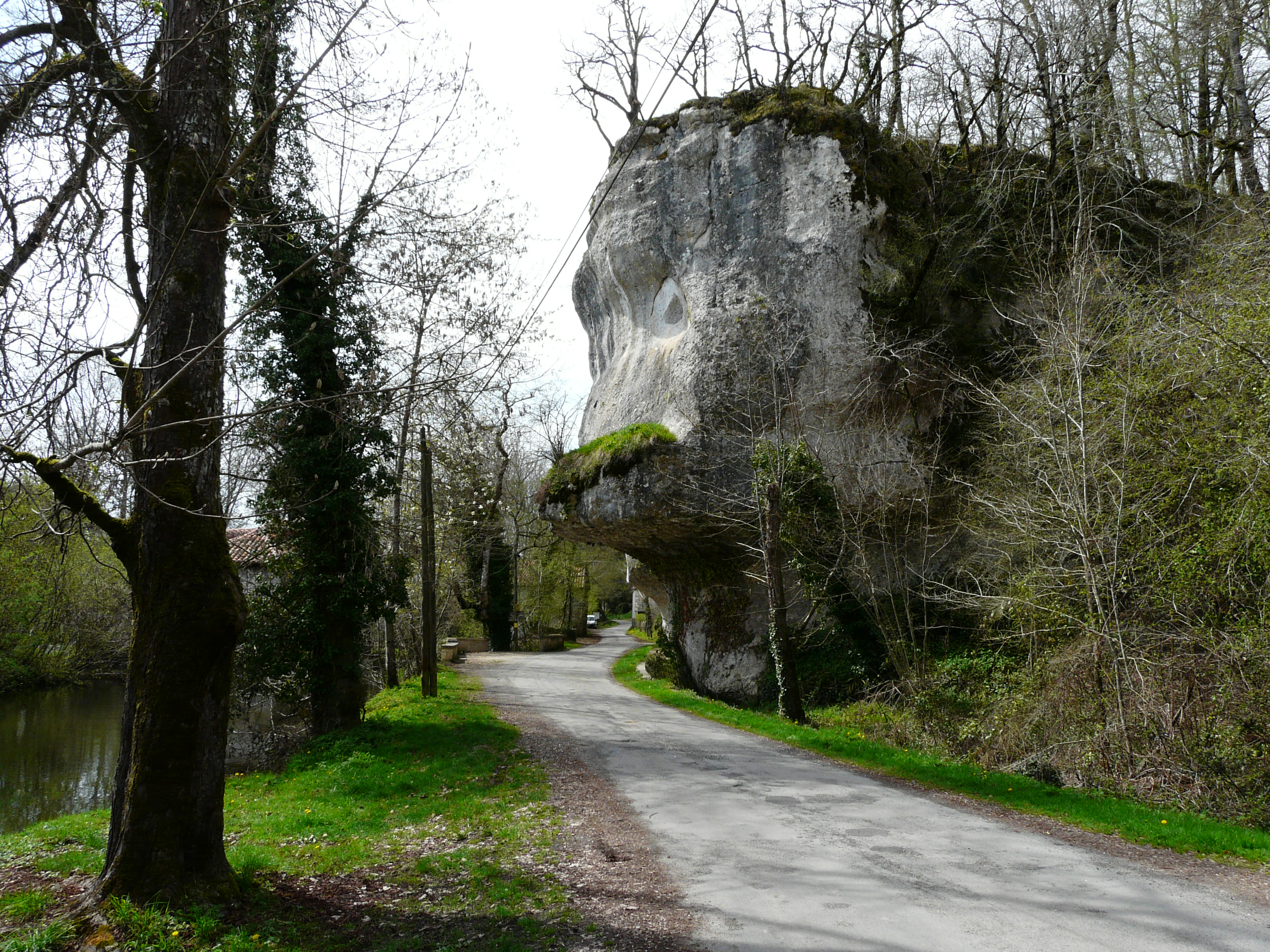
Die Felsen von Rochereil aus Mittlerem Coniacium. Die Höhle öffnet sich etwa 100 Meter dahinter.

Die Höhle entstand in einer etwa 20 Meter hohen Steilwand aus flachliegenden Kalken des Coniaciums (genauer Mittleres Coniacium). Sie ist durch Verkarstung entstanden, welche seit dem Beginn des Tertiärs und vor allem seit Anfang des Pleistozäns die Oberkreidesedimente stark in Mitleidenschaft genommen hat – insbesondere die Schichten des Oberturons und des Mittleren Coniaciums. Zu sehen sind ein Netzwerk von kugelförmigen Höhlungen, Depressionen und Karstgängen im Gestein. Der Höhlenboden ist neben den archäologischen Horizonten mit 2,5 bis 3,5 Meter an sterilem Lockersediment aus Kalkbruchstücken (Französisch castine) verfüllt.

## Forschungsgeschichte
Die Höhle wurde im Jahr 1906 von Raoul de Ricard entdeckt. Sie ist seit dem 1. April 1952 als Monument historique eingeschrieben. Erste Grabungen wurden an der Höhle in den Jahren 1912 und 1921 vom Marquis Gérard de Fayolle und von Maurice Féaux durchgeführt. Hierbei kam es aufgrund von Steinschlag zu einem tragischen Todesfall, nachdem der von ihnen vorgetriebene Sondierungsschacht eingestürzt war. Ausgedehntere Untersuchungen gehen auf Paul-Emile Jude zurück, der hier zwischen 1935 und 1939 tätig war, aber erst 1960 seine Ergebnisse publizierte. Die Höhle bildet Teil der Doktorarbeit von Christine Duchadeau-Kervazo aus dem Jahr 1982. Die Funde werden jetzt im Museum in Brantôme aufbewahrt.

## Stratigraphie

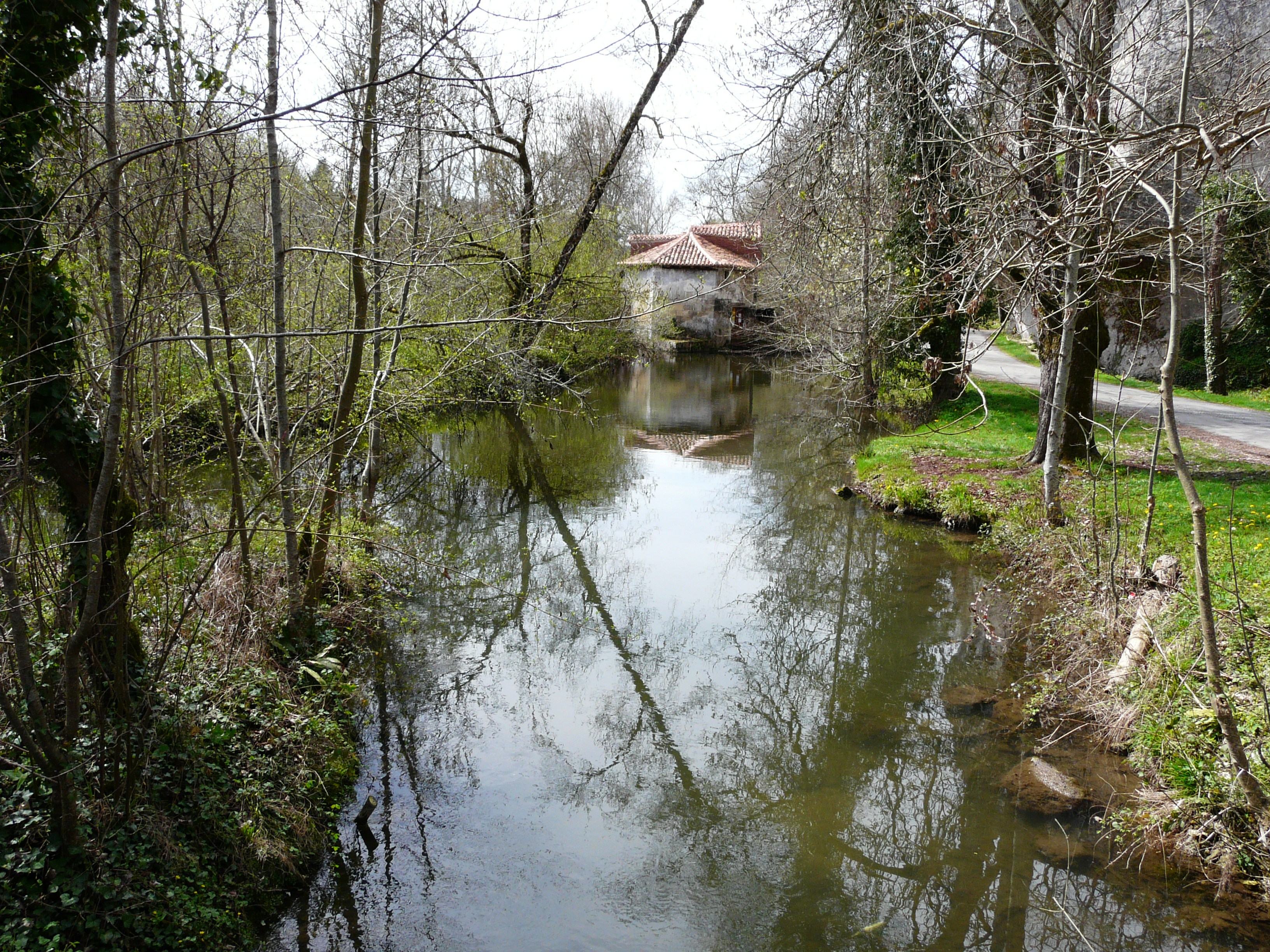
Mündung der Euche in die Dronne, Moulin de Rochereil und Steilwand mit Höhle (rechts)

Die Ablagerungen des Höhlenbereichs zeigen zwei Abfolgen, die ihrerseits wiederum in mehrere Niveaus aufgespalten werden können. Die ältere Abfolge stammt aus dem Magdalénien VI, die jüngere aus dem Azilien.
Jude (1938, 1960) unterschied vier, teils archäologische Schichten.
- Schicht IV ist wieder steril und besteht aus einer 2 Meter dicken Bodenabdeckung oder Kalkhangschutt. An ihrer Basis fand sich eine große Feuerstelle des Neolithikums.
- Schicht III ist 180 Zentimeter mächtig und entspricht dem Azilien und dem Laborien. Sie folgt ohne Unterbrechung auf Schicht II und kann ihrerseits in drei Niveaus gegliedert werden – IIIa, IIIb und IIIc.
- Schicht II ist 40 Zentimeter mächtig und entspricht dem oberen Magdalénien. Sie kann in zwei Niveaus unterteilt werden – IIa und IIb. Sie enthält mehrere Feuerstellen.
- Schicht I ist steril und liegt dem Felsboden auf. In der Höhle besteht sie aus rotgefärbten, kalkhaltigen Tonen, auf der Terrasse aus Flusssanden.

## Funde

### Magdalénien VI
Die Abfolge des Magdalénien VI findet sich in der Schicht II und zeichnet sich durch folgende Steinartefakte aus:
- Stichel. Sehr häufig (zirka 60 %), bestehen vorrangig aus rautenförmigen Sticheln, untergeordnet sind Papageienschnäbel (franz. burins bec-de-perroquet)
- Schaber. Relativ unbedeutend (um 10 %).
- Rückenmesser. Ebenfalls nur 10 %.
- Spitzen vom Laugerie-Basse-, vom Teyjat- und vom Hamburg-Typus.

Die sehr reichhaltigen Steinartefakte (mehr als 2000 Exemplare) wurden zum Großteil aus schwarzblauem Silex hergestellt, der in benachbarten Sedimenten des Santoniums recht häufig vorkommt. Auch verschiedene braune Feuersteinknollentypen wurden verwendet, hauptsächlich für Stichel und Rückenmesser.
Unter den Knochenwerkzeugen sind zu nennen:
- Stemmwerkzeuge
- Nadeln
- Dorne
- Doppelt abgefaste Speerspitzen
- Durchbohrte Stäbe
- Haken
- Zweireihige Harpunen

Viele Knochen wurden mit fein gearbeiteten Gravuren verziert, die sehr realistisch wirken. Gegen Ende der Abfolge werden die Muster geometrischer. Auch gravierte Flusskiesel mit sehr rätselhaften Mustern wurden gefunden.
Bemerkenswert das Auftreten von 377 unbearbeiteten Meeresmuscheln als persönliche Schmuckobjekte, obwohl sich die Atlantikküste zum damaligen Zeitpunkt 200 Kilometer weiter westlich befand. Zugegen sind aber auch Taxa des Mittelmeerraumes.
Die trepanierte Schädelplatte eines zwei- bis dreijährigen Kindes war ursprünglich dem Magdalénien VI zugewiesen worden, ist aber nach einer Neudatierung dem Azilien zuzuordnen.

### Azilien
Das Azilien, mit fast ebenso zahlreichen Steinartefakten und Knochenfunden wie im vorangegangenen Magdalénien VI, zeichnet sich vor allem durch die für diese Epoche typischen Spitzen und flachen Harpunen aus Hirschgeweih aus. Es kann in ein Unteres Azilien (franz. Azilien ancien) und in Oberes Azilien (franz. Azilien recent) unterteilt werden. Das Untere Azilien erscheint in Schicht IIIa und basiert generell auf Klingen und Doppelspitzen mit Rücken (franz. bipointes à dos). Die Normalisierung der Klingenherstellung brachte Kleinklingen hervor, aus denen regelmäßige Doppelspitzen hergestellt werden konnten. Für den täglichen Gebrauch dienten Schaber auf Klingen- oder Abschlagbasis und auch andere Werkzeuge auf Klingenbasis.
Das Obere Azilien in Schicht IIIb hingegen zeigt unsaubere Abschläge und Einfachspitzen mit Rücken (franz. monopointes à dos), von denen einige eine reduzierte bzw. modifizierte oder eine abgestumpfte Basis (die so genannten Malaurie-Spitzen) aufweisen. Die Normalisierung im Herstellungsprozess war im Oberen Azilien zwar nicht sehr weit fortgeschritten, dennoch konnten die Standardmodelle des Unteren Aziliens weiter aufrechterhalten werden.
Die Abfolge des Aziliens enthielt in Schicht IIIb eine menschliche Grabstätte mit einem 1,68 Meter großen männlichen Skelett (mit starker Ähnlichkeit zum Chancelade-Typus) und die Überreste zweier Jugendlicher, deren Knochen kalziniert waren. Das nicht kalzinierte Skelett des Erwachsenen war von Aschenlagen und verbrannter Erde umgeben, ein eventueller Hinweis auf eine rituelle Bestattung.
Sehr reichhaltige Funde aus dem Azilien wurden im benachbarten Abri vom Pont d’Ambon gemacht.

### Laborien
In Rochereil ist auch Laborien gegenwärtig. Dies wird durch einen für die Kulturstufe typischen Kleinkunstfund untermauert, welcher große Ähnlichkeiten mit dem Stil Pont d’Ambon des Laboriens aufweist. Auch datierte Knochenfunde von Hirsch, Hase, Pferd und Wildschwein manifestieren Alter des Laboriens.
Das Laborien tritt in der oberen Schicht IIIc auf und basiert ebenfalls auf Klingen und auf Spitzen mit geradlinigem Rücken und abgestumpfter Basis. 

## Kleinkunst
Die Höhle Rochereil ist bekannt geworden durch die Vielfalt und Anzahl von beweglichen Kleinkunstobjekten (franz. art mobilier), die auf Knochen oder Geweih ausgeführt wurden.

## Bejagte Tiere
Die bejagte Tierwelt in Rochereil kann in Großwild (Makrofauna) und Kleinwild (Mesofauna) unterschieden werden. 
Beim Großwild fanden sich die Knochenreste von Auerochse, Rentier, Reh, Rothirsch, Wildpferd, Wildschwein und gewöhnliches Rind. Bemerkenswert ist, dass Rentiere im Azilien nicht mehr auftreten und nur auf das Magdalénien beschränkt sind. 
Beim Kleinwild, das aus mehr als 20 Taxa besteht, erscheinen zu 80 Prozent Feldhase (der extrem bejagt und verwertet wurde), Ziesel (Spermophilus), Eulen und Schneehühner. Unter den restlichen 20 Prozent finden sich unter anderem Schwan, Steinadler, Kolkrabe, Entenvögel, Fuchs, Dachs, Vielfraß, Europäische Wildkatze und Europäischer Biber. Auch beim Kleinwild kann ein Faunenumschwung beobachtet werden. Ähnlich den Rentieren verschwinden die Ziesel so gut wie im Azilien. Eulenvögel und Schneehühner werden ebenfalls selten. Die Feldhasen hingegen wurden offensichtlich zu einem bevorzugten Beutetier während des Aziliens.
Dieser Faunenwechsel dürfte sehr wahrscheinlich mit dem klimatischen Umschwung vom Bölling zum Alleröd-Interstadial um 14.000 Jahre BP in Zusammenhang stehen. Der Klimaumschwung bewirkte aber neben den jagdlichen auch noch andere Veränderungen technisch-ökonomischer und künstlerischer Natur.
Anmerkung: die Autoren (Jean-Baptiste Mallye und Kollegen, 2014) verweisen wohl auf den Klimaumschwung zu Beginn des Bölling-Interstadials, der bei 14.000 Jahren BP situiert ist. Markant für das Bölling-Interstadial im Vergleich zur vorausgehenden Ältesten Dryas ist der jähe Anstieg der Baumpollen. Die vorwiegend offene Graslandschaft des Pleniglazials wurde somit nach erfolgter Kolonisation durch Zwergbirken zusehends von Birkenständen durchsetzt, welche sich zu lichten Birkenwäldern weiter entwickelten. Diese Entwicklung wurde mit Beginn der Älteren Dryas um 13.590 Jahr BP teils wieder rückgängig gemacht. Das um 13.400 Jahre BP beginnende Alleröd-Interstadial brachte sodann eine erneute Erwärmung auf nahezu heutiges Niveau. Der erste Abschnitt des Alleröds war durch lichte Birkenwälder geprägt, später gab es zwar eine geschlossene, aber nicht allzu dichte Bewaldung, in der die Kiefern dominierten (Kiefernmaximum um 13.000 Jahre BP). Das Alleröd bewirkte in Mitteleuropa die erste flächige Wiederbewaldung nach der letzten Eiszeit.

## Alter

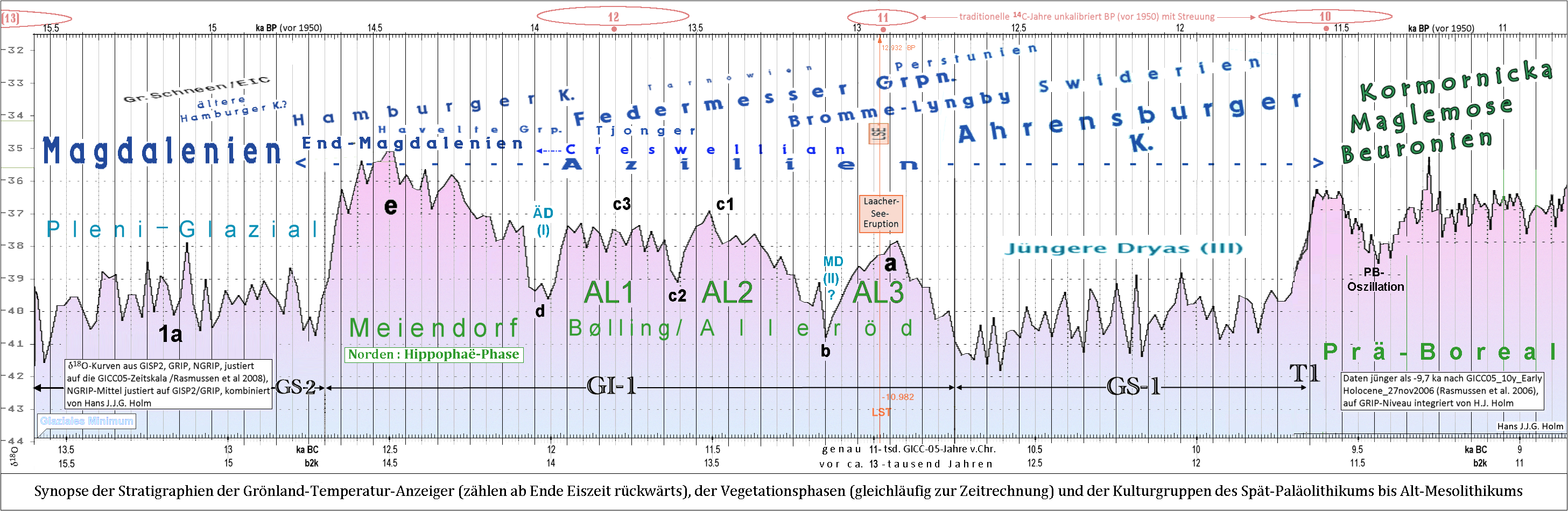
Die Grönland-Eiskerndaten im Vergleich zu den jeweils bestehenden Kulturen.

Der Höhle Rochereil lässt sich aufgrund der Funde aus dem Magdalénien VI und dem Azilien in etwa dem Zeitabschnitt 12.500 bis 10.500 Jahre v. Chr., bzw. 14.500 bis 12.500 BP zuweisen. Sie war somit vom Ende des Pleni-Glazials bis zum Beginn der Jüngeren Dryas besiedelt, das Meiendorf-Interstadial, das Bölling-Interstadial und das Alleröd-Interstadial wurden zeitlich überdeckt. Entsprechende Kulturen im mitteleuropäischen Raum sind die Hamburger Kultur und die Federmesser-Gruppen.
Die Funde von Laborien erweitern jetzt diesen Zeitraum in die Jüngere Dryas hinein, möglicherweise auch bis hin zum Beginn des Holozäns vor 11.700 Jahren – und darüber hinaus (das Laborien endete vor 10.800 Jahren BP).

### Datierungen
Die trepanierte Schädelplatte konnte mit 11.255 ± 50 Radiokohlenstoffjahren datiert werden. Dies entspricht kalibriert 13.255 bis 12.932 Jahre BP und fällt ins ausgehende Azilien.
Mallye und Kollegen (2014) datierten 17 Knochenfunde der bejagten Fauna. Sie fanden Alter zwischen 15.074 und 11.404 Jahren BP – entsprechend Oberes Magdalénien (bis 14.000 Jahre BP), Azilien (14.000 bis 12.500 Jahre BP) und Laborien (12.500 bis 10.800 Jahre BP).
Alter des Magdaléniens sind: 15.074 bis 14.118 Jahre BP (Auerochs), 15.051 bis 14.131 Jahre BP (Rentier, gefunden unter Azilien), 15.027 bis 14.081 Jahre BP (Rentier), 14.827 bis 13.951 Jahre BP (Rentier, gefunden unter Azilien), 14.786 bis 13.923 Jahre BP (Reh), 14,786 bis 13.923 Jahre BP (Auerochs, gefunden unter Azilien), 14.703 bis 13.835 Jahre BP (Wildpferd), 14.455 bis 13.758 Jahre BP (Wildschwein), 14.202 bis 13.744 Jahre BP (Rentier) und 14.170 bis 13.735 Jahre BP (Feldhase).
Funde des Aziliens haben folgende Alter: 13.567 bis 13.179 Jahre BP (Reh), 13.328 bis 13.059 Jahre BP (Wildschwein), 13.181 bis 12.805 Jahre BP (Rothirsch), 12.797 bis 12.574 Jahre BP (Rothirsch), 12.634 bis 12.055 Jahre BP (Feldhase), 12.539 bis 11.978 Jahre BP (Wildpferd).
Der mit 12.087 bis 11.404 Jahren BP datierte Fund eines Wildschweinknochens ist dem Laborien zuzurechnen.

## Photogalerie

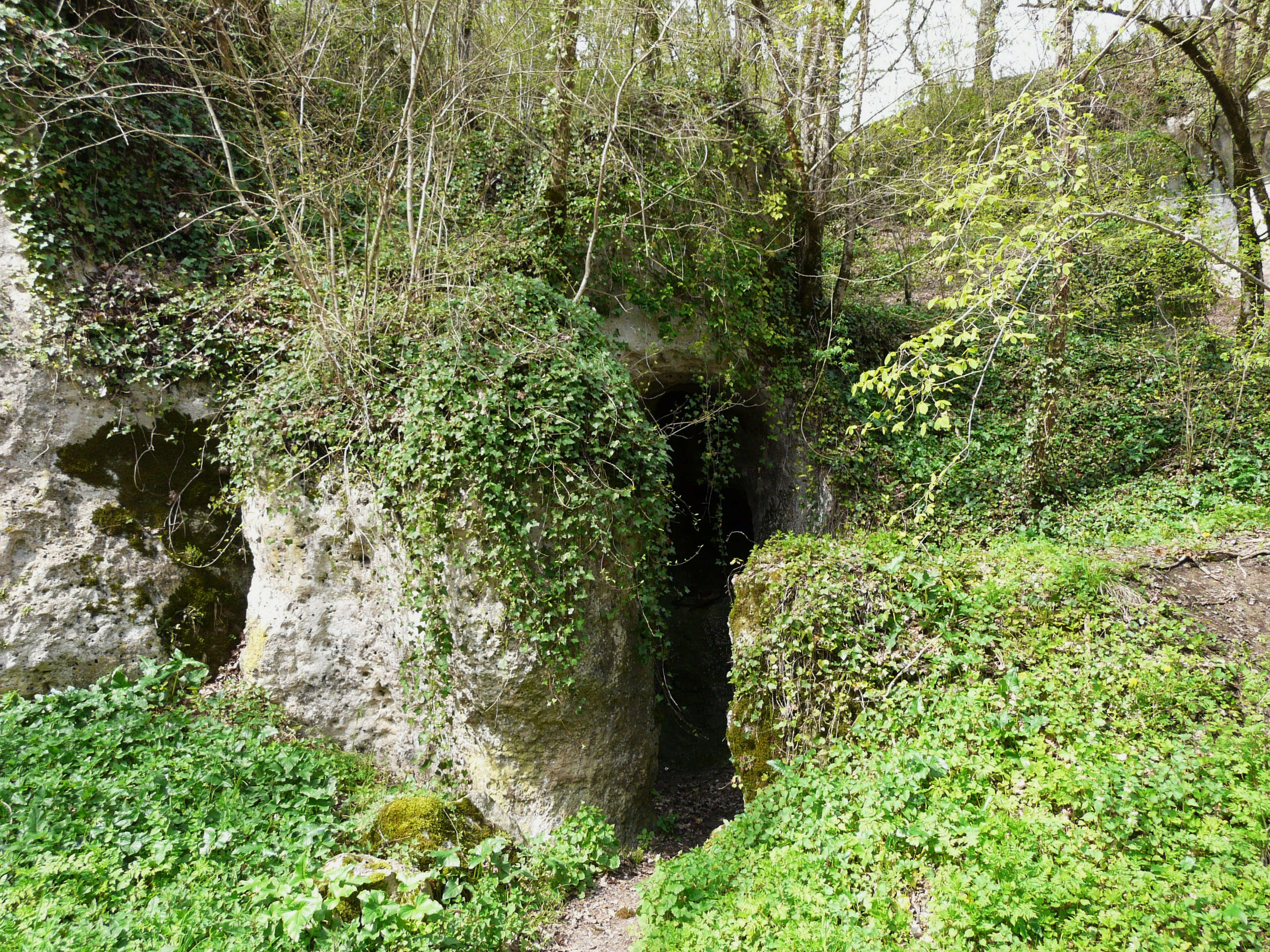
Zugangsbereich der Fundstätte
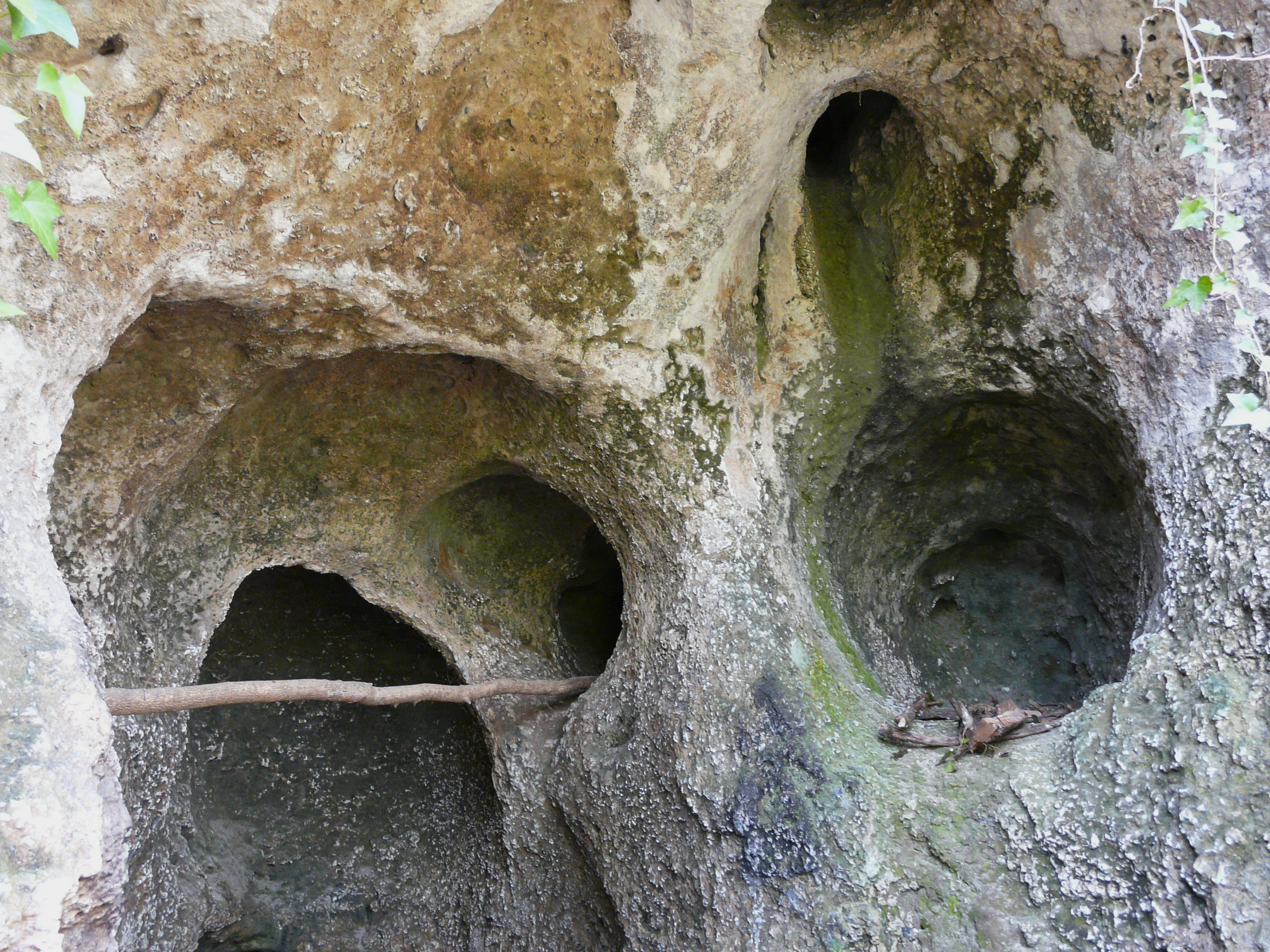
Inneres mit mehreren Karstlöchern
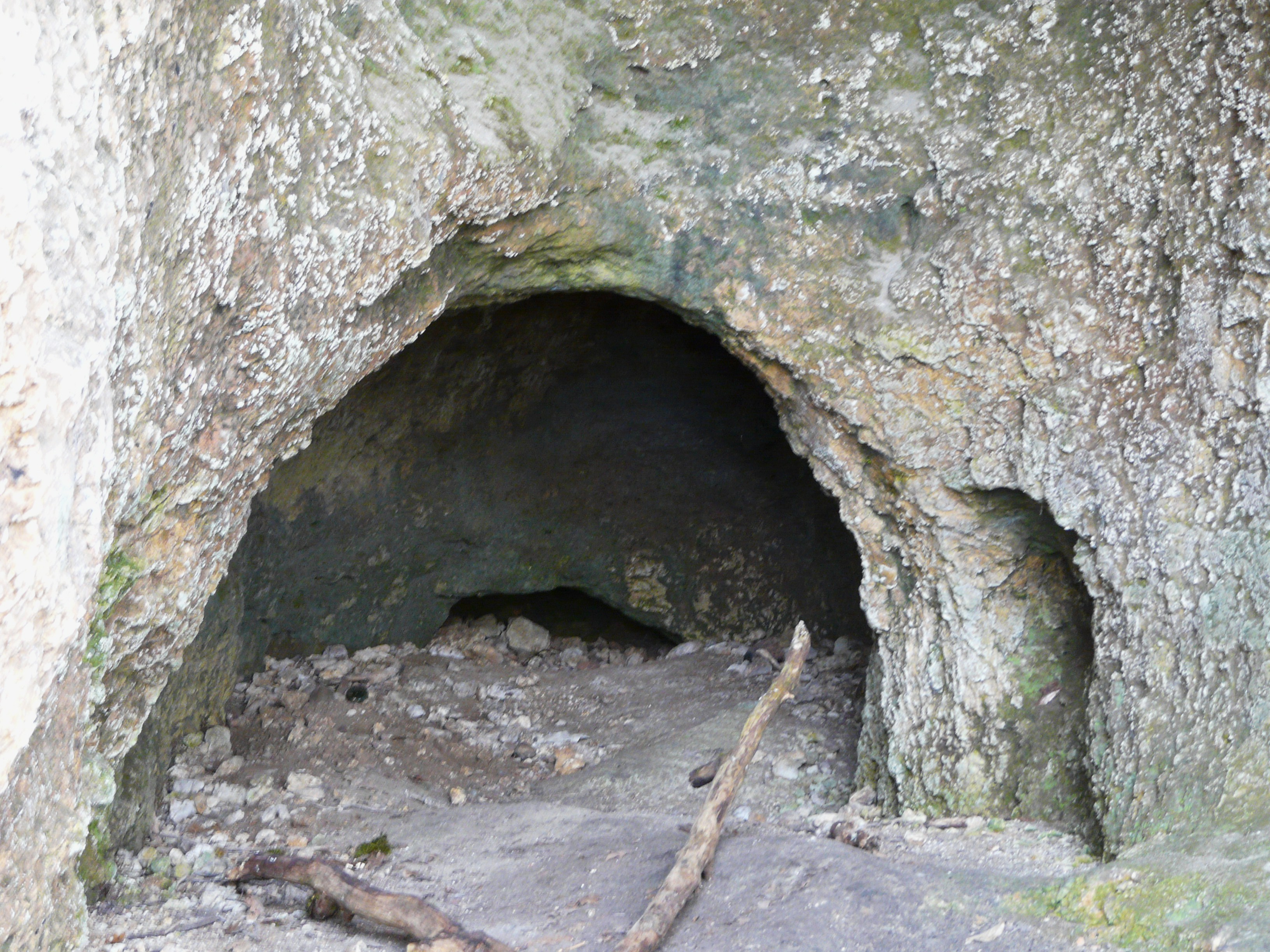
Sedimentverfülltes Höhleninneres